# 1988年のNFLドラフト
1988年のNFLドラフトは、53回目のNFLドラフト。1988年4月24日から25日までの2日間ニューヨークのタイムズスクエアにあるマリオット・マーキスで開催された。
ドラフト指名順は、完全ウェーバー制で行われた。アトランタ・ファルコンズが全体1位指名権でオーバーン大学のLBオードリー・ブルースを指名した。QBはドラフト3巡全体68位のトム・テュパまで指名がなかった。

## 指名選手

### 1巡指名選手
| 指名順位 | チーム                             | 選手名                                                                   | ポジション                                                               | 出身大学                                                                 |
| 1        | アトランタ・ファルコンズ           | オードリー・ブルース                                                     | LB                                                                       | オーバーン大学                                                           |
| 2        | カンザスシティ・チーフス           | ニール・スミス                                                           | DE                                                                       | ネブラスカ大学                                                           |
| 3        | デトロイト・ライオンズ             | ベニー・ブレーズ                                                         | S                                                                        | マイアミ大学                                                             |
| 4        | タンパベイ・バッカニアーズ         | ポール・グルーバー                                                       | OT                                                                       | ウィスコンシン大学                                                       |
| 5        | シンシナティ・ベンガルズ           | リッキー・ディクソン                                                     | CB                                                                       | オクラホマ大学                                                           |
| 6        | ロサンゼルス・レイダース           | ティム・ブラウン                                                         | WR                                                                       | ノートルダム大学                                                         |
| 7        | グリーンベイ・パッカーズ           | スターリング・シャープ                                                   | WR                                                                       | サウスカロライナ大学                                                     |
| 8        | ニューヨーク・ジェッツ             | デイブ・カディガン                                                       | G                                                                        | USC                                                                      |
| 9        | ロサンゼルス・レイダース           | ティム・マクダニエル                                                     | CB                                                                       | テネシー大学                                                             |
| 10       | ニューヨーク・ジャイアンツ         | エリック・ムーア                                                         | G                                                                        | インディアナ大学                                                         |
| 11       | ダラス・カウボーイズ               | マイケル・アービン                                                       | WR                                                                       | マイアミ大学                                                             |
| 12       | フェニックス・カージナルス         | ケン・ハーベイ                                                           | LB                                                                       | カリフォルニア大学                                                       |
| 13       | フィラデルフィア・イーグルス       | キース・ジャクソン                                                       | TE                                                                       | オクラホマ大学                                                           |
| 14       | ロサンゼルス・ラムズ               | ガストン・グリーン                                                       | RB                                                                       | UCLA                                                                     |
| 15       | サンディエゴ・チャージャーズ       | アンソニー・ミラー                                                       | WR                                                                       | テネシー大学                                                             |
| 16       | マイアミ・ドルフィンズ             | エリック・クメロー                                                       | LB                                                                       | オハイオ州立大学                                                         |
| 17       | ニューイングランド・ペイトリオッツ | ジョン・スティーブンス                                                   | RB                                                                       | ノースウェスタン州立大学                                                 |
| 18       | ピッツバーグ・スティーラーズ       | アーロン・ジョーンズ                                                     | DE                                                                       | 東ケンタッキー大学                                                       |
| 19       | ミネソタ・バイキングス             | ランドール・マクダニエル                                                 | G                                                                        | アリゾナ州立大学                                                         |
|          | シアトル・シーホークス             | 前年の補足ドラフトでブライアン・ボズワースを指名したため、指名権を失った | 前年の補足ドラフトでブライアン・ボズワースを指名したため、指名権を失った | 前年の補足ドラフトでブライアン・ボズワースを指名したため、指名権を失った |
| 20       | ロサンゼルス・ラムズ               | アーロン・コックス                                                       | WR                                                                       | アリゾナ州立大学                                                         |
| 21       | クリーブランド・ブラウンズ         | クリフォード・チャールトン                                               | LB                                                                       | フロリダ大学                                                             |
| 22       | ヒューストン・オイラーズ           | ロレンゾ・ホワイト                                                       | RB                                                                       | ミシガン州立大学                                                         |
| 23       | シカゴ・ベアーズ                   | ブラッド・マスター                                                       | FB                                                                       | スタンフォード大学                                                       |
| 24       | ニューオーリンズ・セインツ         | クレイグ・ヘイワード                                                     | NT                                                                       | ピッツバーグ大学                                                         |
| 25       | ロサンゼルス・レイダース           | スコット・デービス                                                       | DE                                                                       | イリノイ大学                                                             |
| 26       | デンバー・ブロンコス               | テッド・グレゴリー                                                       | NT                                                                       | シラキュース大学                                                         |
| 27       | シカゴ・ベアーズ                   | ウェンデル・デービス                                                     | WR                                                                       | LSU                                                                      |

### 2巡指名以降の主な選手
| 指名順位 | チーム                       | 選手名                     | ポジション | 出身大学           |
| 29       | デトロイト・ライオンズ       | クリス・スピルマン         | LB         | オハイオ州立大学   |
| 30       | フィラデルフィア・イーグルス | エリック・アレン           | CB         | アリゾナ州立大学   |
| 31       | シンシナティ・ベンガルズ     | イッキー・ウッズ           | RB         | UNLV               |
| 36       | ニューヨーク・ジャイアンツ   | ジャンボ・エリオット       | OT         | ミシガン大学       |
| 39       | サンフランシスコ・49ers      | ピアース・ホルト           | DT         | アンジェロ州立大学 |
| 40       | バッファロー・ビルズ         | サーマン・トーマス         | RB         | オクラホマ州立大学 |
| 41       | ダラス・カウボーイズ         | ケン・ノートン・ジュニア   | LB         | UCLA               |
| 44       | ピッツバーグ・スティーラーズ | ダーモンティ・ドーソン     | C          | ケンタッキー大学-  |
| 46       | ロサンゼルス・ラムズ         | ウィリー・アンダーソン     | WR         | UCLA               |
| 49       | シアトル・シーホークス       | ブライアン・ブレーズ       | WR         | マイアミ大学       |
| 50       | クリーブランド・ブラウンズ   | マイケル・ディーン・ペリー | DT         | クレムソン大学     |
| 55       | ワシントン・レッドスキンズ   | チップ・ローミラー         | K          | ミネソタ大学       |
| 68       | フェニックス・カージナルス   | トム・テュパ               | QB/P       | オハイオ州立大学   |
| 72       | ヒューストン・オイラーズ     | グレッグ・モンゴメリー     | P          | ミシガン州立大学   |